# Кронштадтский путепровод
Кроншта́дтский путепрово́д — трамвайный путепровод в Кировском районе Санкт-Петербурга. Расположен в створе Кронштадтской улицы и пересекает железнодорожные пути станции Автово, реку Красненькую, а также несколько автомобильных проездов.
Свое название путепровод получил по наименованию Кронштадтской улицы.
Кронштадтский трамвайный путепровод не следует путать с расположенным параллельно Ново-Автовским путепроводом в створе проспекта Стачек (построен в 2002, наименован в 2023). Также отдельным от него сооружением является расположенный в 900 м к западу и построенный в 1980 году путепровод «Автово» в створе проспекта Жукова. 

## История
В 1916 году по проспекту Стачек были проложены трамвайные пути, пересекавшие Окружную железнодорожную линию в одном уровне по глухому пересечению. В начале 1950-х годов трамвайные пути были перенесены с проспекта Стачек на новую Кронштадтскую улицу, но переезд переносить не стали — для связи новой и старой линии была проложена небольшая линия по Автовской улице. В середине 1970-х годов было принято решение об электрификации железнодорожной линии, в связи с этим потребовалось развести линии трамвая и железной дороги. Для устранения данной проблемы было принято решение о строительстве трамвайного путепровода.
Сооружён в 1976—1978 годах по проекту инженера Ленгипроинжпроекта Л. Н. Соболева. Строительство осуществлял Мостоотряд №37 треста «Мостострой-6» под руководством главного инженера В. И. Рубинштейна и прораба В. М. Корсунова. Открытие движения состоялось 16 декабря 1978 года.
После постройки путепровода трамвайная линия по Автовской улице и трамвайный железнодорожный переезд путепровода были разобраны. В конце 2002 года в створе проспекта Стачек был сооружён автомобильный путепровод, после чего железнодорожный переезд на проспекте Стачек был ликвидирован. 
Практически сразу после начала эксплуатации путепровода было обнаружено расхождение подпорных стенок Северного пандуса и в 1981 году наиболее деформированные секции №3 и №10 были усилены установкой десяти дополнительных тяжей, заанкеренных на поверхности секций.
Спустя десять лет эксплуатации, в конце 1980-х годов, на путепроводе были обнаружены наклонные трещины в главных балках раскрытием 0,1…1,5 мм. За трещинами были установлены наблюдения. Горизонтальные трещины были обнаружены также в некоторых опорных стойках путепровода. В 1992 году был начат капитальный ремонт, в ходе которого главные балки были усилены путем установки дополнительной шпренгельной арматуры, а стойки опор №5 и №9 заключены в металлические рубашки с последующим заполнением зазоров бетоном. Опорные части на данных опорах были заменены новыми.
В 1999 году были усилены секции №5 и №12 Северного пандуса. В 2003 и 2017 годах выполнен капитальный ремонт трамвайных путей.
В 1991, 1992, 1994 и 2002 годах путепровод был обследован сотрудниками кафедры «Мостов и тоннелей» СПб ГАСУ (ЛИСИ) с составлением соответствующих технических отчетов. По их результатам основной причиной образования трещин в главных балках были признаны неудачные конструктивные решения, а образование трещин в опорах произошло из-за дефекта монтажа опорных частей — отклонения плоскости опорных частей от горизонтали. Расхождение секций пандуса объяснено появлением воздействий неучтенных расчетом от подвижного состава, вызванных неудовлетворительным состоянием трамвайных путей, воздействием атмосферных осадков на грунт насыпи и другими.
20 января 2015 года на Кронштадтском путепроводе столкнулись два попутных трамвая, пострадало 4 человека.
В 2020 году для стабилизации положения конструкции секций подпорной стенки северного пандуса Кронштадтского путепровода установлены дополнительные анкерные тяжи.

## Конструкция

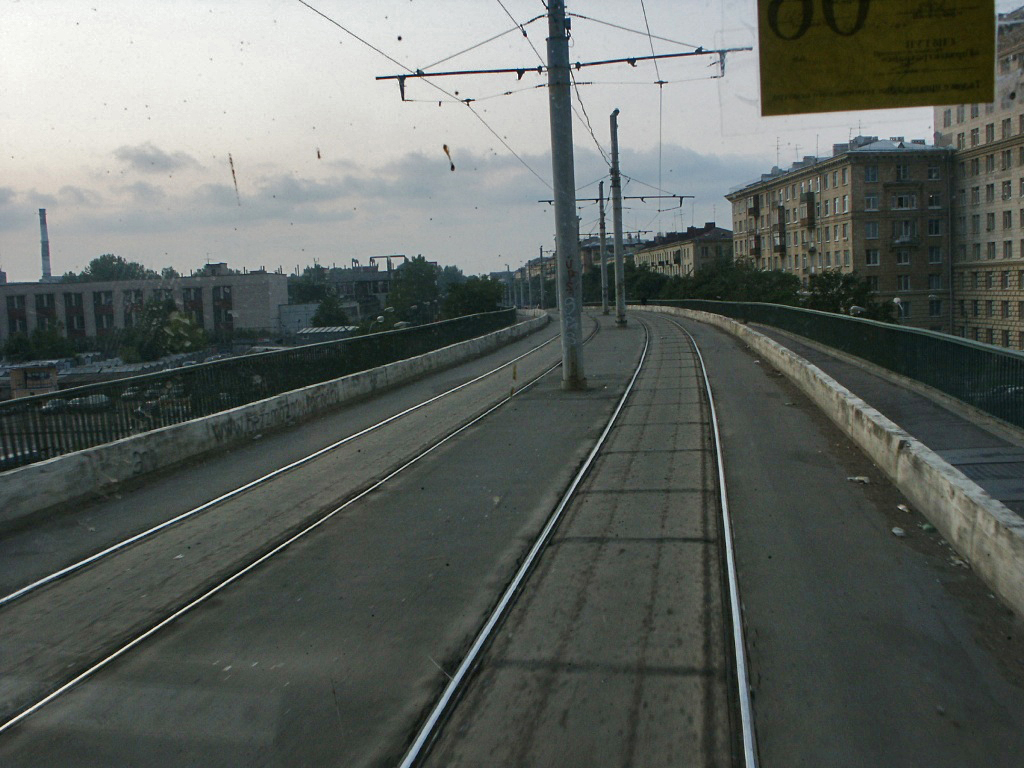
Проезжая часть путепровода,
фото 2006 года

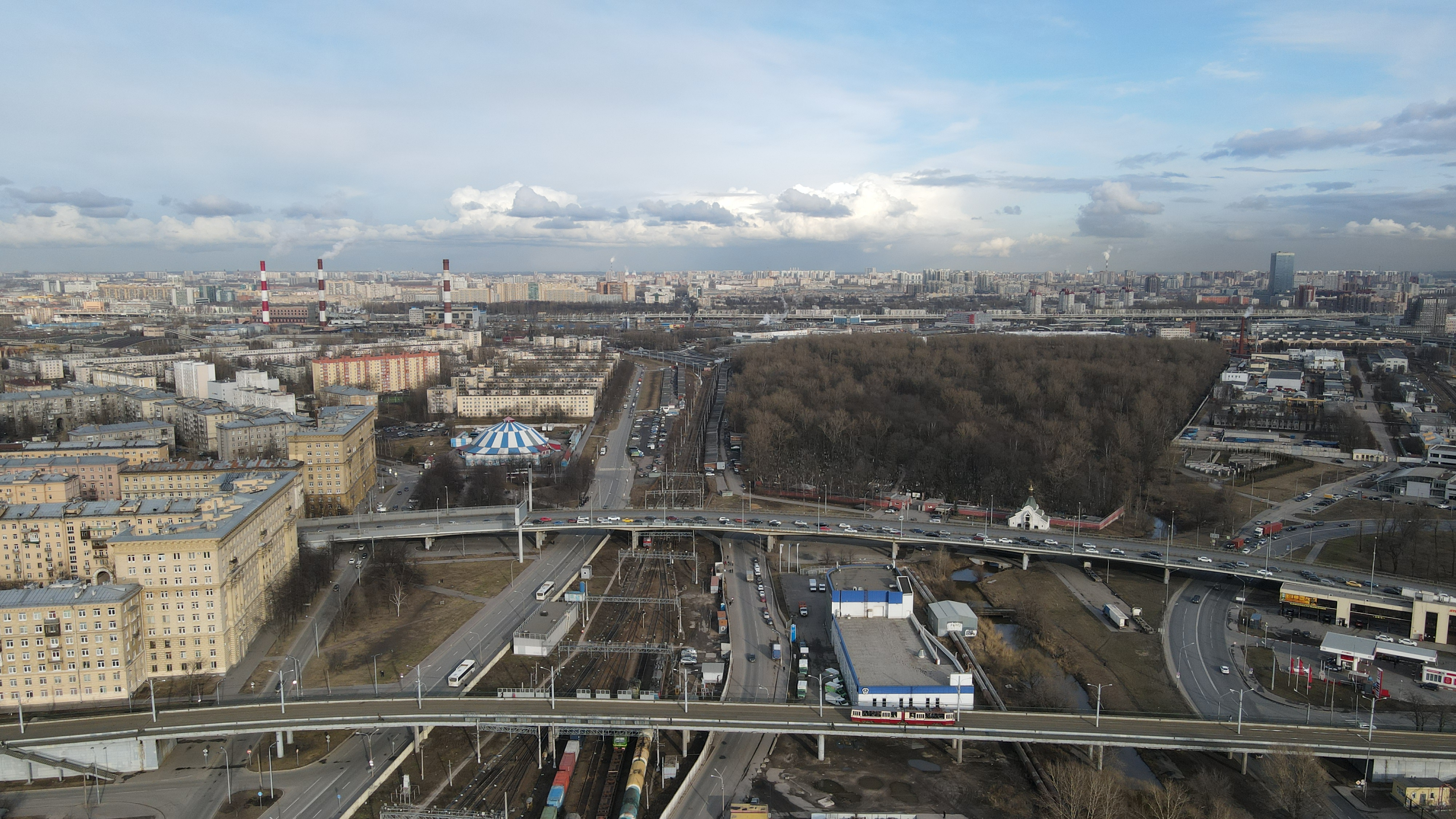
Вид с воздуха. На заднем плане — построенный в 2002 году автомобильный путепровод, в 2023 году названный Ново-Автовским

Путепровод девятипролётный железобетонный, балочно-неразрезной системы. Схема моста: 27,0 + 7х30,0 + 27,0 м. В поперечном сечении 5 главных балок таврового сечения из сборного преднапряжённого железобетона с расстоянием между ними 2,5 м. Над опорами балки омоноличены железобетонным ригелем, образуя неразрезную конструкцию. Высотный габарит над железнодорожными путями составляет 7,2 м, над автопроездами — 5,0 м. Общая длина путепровода составляет 709,0 м. Длина путепровода по пролётному строению равна 265,4 м. Длина южного пандуса 157,5 м, длина северного (со стороны метро «Автово») 280,0 м. В пролетах 7, 8, 9 путепровод расположен на кривой в плане, радиусом 400 м. Ширина путепровода в осях перил 13,86 м. Ширина проезжей части 8,8 м и два тротуара по 2,25 м:1.
Промежуточные опоры железобетонные, сборно-монолитные на свайном основании. В ростверке каждой опоры 10 железобетонных центрифугированных свай диаметром 60 см. Каждая опора состоит из двух восьмигранных железобетонных стоек, защемлённых в монолитный ростверк. Устои путепровода железобетонные, козловые, на свайном основании. В основании каждого 12 железобетонных центрифугированных свай диаметром 60 см. По периметру устоев для удержания грунта засыпки устроены сборные навесные железобетонные стенки:2
Подходы к путепроводу выполнены в виде подпорных стенок из сборного железобетона на свайном и естественном основании. Концевые участки по 72,0 м с каждой стороны, заложены на естественном основании, а затем участки по 85,0 метров, представляют собой подпорные стенки на свайном основании. Пространство между подпорными стенками засыпано песком:2.
Предназначен для трамвайного и пешеходного движения. На путепроводе установлено металлическое сварное перильное ограждение простого рисунка. Пандусы ограждены гранитным парапетом. Покрытие на проезжей части асфальтобетонное, на тротуарах — песчаный асфальт. Тротуары отделены от проезжей части гранитным поребриком.